# هانز ألففين
هانز أولوف غوستا ألفين (بالسويدية: Hannes Alfvén)‏ عالم سويدي في مجال فيزياء البلازما، حاز على جائزة نوبل في الفيزياء لعام 1970 عن عمله في نظرية ديناميكا الموائع المغناطيسية. كان اختصاصه الأساسي في مجال الهندسة الكهربائية ومن ثم تحول للعمل في مجال البحث العلمي والتدريس في مجال فيزياء البلازما.

## روابط خارجية
- هانز ألففين على موقع الموسوعة البريطانية (الإنجليزية)
- هانز ألففين على موقع مونزينجر (الألمانية)
- هانز ألففين على موقع إن إن دي بي (الإنجليزية)